# Лінкольн (парафія, Нью-Брансвік)
Лінкольн (англ. Lincoln) — парафія в Канаді, у провінції Нью-Брансвік, у складі графства Санбері.

## Населення
За даними перепису 2016 року, парафія нараховувала 7177 осіб, показавши зростання на 11,1%, порівняно з 2011-м роком. Середня густина населення становила 45 осіб/км².
З офіційних мов обидвома одночасно володіли 1 335 жителів, тільки англійською — 5 795, тільки французькою — 40, а 5 — жодною з них. Усього 90 осіб вважали рідною мовою не одну з офіційних, з них 5 — одну з корінних мов.
Працездатне населення становило 72% усього населення, рівень безробіття — 7,3% (9,2% серед чоловіків та 5,3% серед жінок). 92,4% осіб були найманими працівниками, а 6,5% — самозайнятими.
Середній дохід на особу становив $40 245 (медіана $37 193), при цьому для чоловіків — $47 056, а для жінок $33 574 (медіани — $45 336 та $29 504 відповідно).
32,3% мешканців мали закінчену шкільну освіту, не мали закінченої шкільної освіти — 17,3%, 50,5% мали післяшкільну освіту, з яких 27,8% мали диплом бакалавра, або вищий, 10 осіб мали вчений ступінь.
| Статево-вікова структура населення | Статево-вікова структура населення | Статево-вікова структура населення | Статево-вікова структура населення | Статево-вікова структура населення |
| ---------------------------------- | ---------------------------------- | ---------------------------------- | ---------------------------------- | ---------------------------------- |
|                                    |                                    |                                    |                                    |                                    |
| Всього                             | Всього                             | 49,9%50,1%                         |                                    |                                    |
| 0 — 14 років                       | 0 — 14 років                       |                                    | 17,3%                              | 17,3%                              |
| 15 — 64 років                      | 15 — 64 років                      |                                    | 71,6%                              | 71,6%                              |
| 65 і більше                        | 65 і більше                        |                                    | 11,1%                              | 11,1%                              |
| 85 і більше                        | 85 і більше                        |                                    | 0,8%                               | 0,8%                               |
| Середній вік (років)               | Середній вік (років)               | 38,039,1                           | 38,5                               | 38,5                               |
| Медіана (років)                    | Медіана (років)                    | 38,339,7                           | 39,0                               | 39,0                               |
| — чоловіки — жінки                 |                                    |                                    |                                    |                                    |

| Походження мешканців:     | Походження мешканців:     | Походження мешканців: | Походження мешканців: | Походження мешканців: |
| ------------------------- | ------------------------- | --------------------- | --------------------- | --------------------- |
| Походження                |                           |                       | осіб                  | %                     |
| Корінні американці        | Корінні американці        |                       | 595                   | 8.32%                 |
| Інше північноамериканське | Інше північноамериканське |                       | 3 780                 | 52.87%                |
| Європейське               | Європейське               |                       | 5 030                 | 70.35%                |
| британське                | британське                |                       | 4 285                 | 59.93%                |
| французьке                | французьке                |                       | 1 245                 | 17.41%                |
| українське                | українське                |                       | 75                    | 1.05%                 |
| Латинськоамериканське     | Латинськоамериканське     |                       | 15                    | 0.21%                 |
| Карибське                 | Карибське                 |                       | 45                    | 0.63%                 |
| Африканське               | Африканське               |                       | 35                    | 0.49%                 |
| Азійське                  | Азійське                  |                       | 100                   | 1.4%                  |
| Океанійське               | Океанійське               |                       | 15                    | 0.21%                 |

| Зайнятість населення за галузями (за класифікацією NOC): | Зайнятість населення за галузями (за класифікацією NOC): | Зайнятість населення за галузями (за класифікацією NOC): | Зайнятість населення за галузями (за класифікацією NOC): | Зайнятість населення за галузями (за класифікацією NOC): |
| -------------------------------------------------------- | -------------------------------------------------------- | -------------------------------------------------------- | -------------------------------------------------------- | -------------------------------------------------------- |
|                                                          |                                                          |                                                          |                                                          |                                                          |
| Управління                                               | Управління                                               |                                                          | 9,9%                                                     | 9,9%                                                     |
| Бізнес, фінанси та адміністрування                       | Бізнес, фінанси та адміністрування                       |                                                          | 16,3%                                                    | 16,3%                                                    |
| Природничі та прикладні науки                            | Природничі та прикладні науки                            |                                                          | 5,6%                                                     | 5,6%                                                     |
| Охорона здоров'я                                         | Охорона здоров'я                                         |                                                          | 8%                                                       | 8%                                                       |
| Освіта, правозахист, муніципальні та урядові служби      | Освіта, правозахист, муніципальні та урядові служби      |                                                          | 16,2%                                                    | 16,2%                                                    |
| Мистецтво, культура, відпочинок та спорт                 | Мистецтво, культура, відпочинок та спорт                 |                                                          | 1%                                                       | 1%                                                       |
| Роздрібна торгівля та послуги                            | Роздрібна торгівля та послуги                            |                                                          | 22,7%                                                    | 22,7%                                                    |
| Гуртова торгівля, транспорт та обладнання                | Гуртова торгівля, транспорт та обладнання                |                                                          | 14,8%                                                    | 14,8%                                                    |
| Природні ресурси, сільське господарство                  | Природні ресурси, сільське господарство                  |                                                          | 3,1%                                                     | 3,1%                                                     |
| Виробництво                                              | Виробництво                                              |                                                          | 2,5%                                                     | 2,5%                                                     |

## Клімат
Середня річна температура становить 5,6°C, середня максимальна – 23,7°C, а середня мінімальна – -16,2°C. Середня річна кількість опадів – 1 155 мм.
| Клімат поселення                              | Клімат поселення | Клімат поселення | Клімат поселення | Клімат поселення | Клімат поселення | Клімат поселення | Клімат поселення | Клімат поселення | Клімат поселення | Клімат поселення | Клімат поселення | Клімат поселення | Клімат поселення |
| Показник                                      | Січ.             | Лют.             | Бер.             | Квіт.            | Трав.            | Черв.            | Лип.             | Серп.            | Вер.             | Жовт.            | Лист.            | Груд.            |                  |
| Середній максимум, °C                         | −3,32            | −1,59            | 4,20             | 10,92            | 17,59            | 22,81            | 23,74            | 22,98            | 18,16            | 12,05            | 5,95             | −1,68            |                  |
| Середня температура, °C                       | −9,76            | −8,02            | −2,22            | 4,48             | 11,15            | 16,36            | 19,39            | 18,64            | 13,82            | 7,70             | 1,61             | −6,02            |                  |
| Середній мінімум, °C                          | −16,2            | −14,44           | −8,65            | −1,95            | 4,72             | 9,94             | 15,06            | 14,30            | 9,48             | 3,37             | −2,72            | −10,34           |                  |
| Норма опадів, мм                              | 108              | 81               | 99               | 89               | 98               | 88               | 91               | 90               | 95               | 98               | 106              | 112              |                  |
| Середньомісячна швидкість вітру, м/с          | 3.50             | 3.50             | 3.70             | 3.60             | 3.30             | 2.90             | 2.60             | 2.50             | 2.70             | 3.10             | 3.30             | 3.50             |                  |
| Середньомісячна сонячна радіація, кДж/м²·день | 5282             | 8528             | 12209            | 15372            | 18275            | 20348            | 19965            | 17698            | 13162            | 8479             | 5002             | 4116             |                  |
| --------------------------------------------- | ---------------- | ---------------- | ---------------- | ---------------- | ---------------- | ---------------- | ---------------- | ---------------- | ---------------- | ---------------- | ---------------- | ---------------- | ---------------- |
| Джерело:                                      |                  |                  |                  |                  |                  |                  |                  |                  |                  |                  |                  |                  |                  |